# 帕迪·查耶夫斯基
西德尼·艾伦·“帕迪”·查耶夫斯基（英語：Sidney Aaron "Paddy" Chayefsky，1923年1月29日—1981年8月1日）是美国舞台剧编剧、银幕编剧和小说作家。奥斯卡历史上他是凭借独自一人创作荣获三次奥斯卡最佳剧本奖的唯一一人，其他三次获奖的最佳编剧伍迪·艾伦、弗朗西斯·科波拉、查尔斯·布拉克特和比利·懷德则是以合写剧本获奖。
查耶夫斯基被认为是美国电视黄金时代最具声望的剧作家。他温情而又现实的剧本为1950年代的电视领域创作了一个自然主义风格，他被认为是美国电视史上“家庭现实主义”的指标性人物。
美国著名评论家马丁·高特弗雷德曾评价查耶夫斯基“他是一个成功的编剧，并是从电视自然主义‘生活大学’毕业的最成功的毕业生。”
电视剧编剧领域取得评论界肯定之后，查耶夫斯基又继续了对舞台剧编剧和小说作家的追求。作为一个电影编剧，他三次获得奥斯卡金像奖：《马蒂》（1955年）、《医院的故事》（1971年）和《電視台風雲》（1976年）。

## 早年经历
帕迪·查耶夫斯基出生在纽约布朗克斯工人区的一个乌克兰家庭。他的父母哈利与盖熙·斯图忒斯基·查耶夫斯基都是犹太人。从德威特·克林顿高中毕业后，进入纽约城市大学，并为半专业的足球队Kingsbridge Trojans效力。获得会计学位之后，他又进入佛罕大学学习语言。

### 部队生涯
第二次世界大战期间，查耶夫斯基加入美国军队。还被授予紫心勋章和昵称“帕迪”。这个昵称源自他在执行炊事职责期间睡着被长官唤醒，他请求做弥撒来来获得原谅。长官说，“好吧，帕迪。”从此，该昵称便成为他的代名。
服役的一零四步兵师在欧洲剧院期间，他在德国亚琛市附近因地雷受伤。从英国赛伦赛斯特的陆军医院康复后，查耶夫斯基为一个舞台音乐喜剧《没有爱的总机》（No T.O. for Love）写了剧本和歌词。
该剧目在1945年盟军特殊服务单位制作了该剧，并在两年间在欧洲军营里巡演。该剧的伦敦首演是在西区剧院的斯卡拉剧院，由此也开始了查耶夫斯基的戏剧生涯。就在伦敦排演这部音乐剧期间，他遇到了日后的合作拍档约书亚·罗根和盖森·卡宁，后者邀请他合作盟军纪录片《名副其实的光荣》。

### 战后
回到美国后，查耶夫斯基在他叔叔富豪出版社的复印工厂工作，这段工作经历为他之后电视剧《印刷工的测量》剧本提供了背景。
卡宁启用查耶夫斯基与他合作第二个话剧《将他们聚在一起》（之后更名为《我是妈妈》），但却未被制作。制片人迈克·乔丹和杰瑞·布莱斯勒与他签订初级编剧合同。查耶夫斯基写了一个故事《伟大的美国骗局》，并卖给杂志《好主妇》却也未被出版发行。
查耶夫斯基前往好莱坞发展，在那里遇到了他未来的妻子苏珊·萨克，二人在1949年2月结婚。在西海岸求职屡屡碰壁之后，查耶夫斯基回到了纽约。
1940年代末，他开始全职工作，写短篇小说、广播剧剧本。在那段时期，是电台播音罗伯特·Q·刘易斯担任搞笑台本编写。查耶夫斯基日后回忆道：“我卖了一些剧本给某希尔但从未能拿到钱。”
1951年至1952年期间，查耶夫斯基为电台节目《空中剧院指南》改写本，包括：《去世界最烂的人》（与詹姆斯·斯图尔特合作）、《乱世春秋》、《汤米》（与范·赫夫林和鲁斯·乔丹）和《二十一之上》（与威利·考克斯合作）。
他创作的剧本《撼动山岳的男人》被大导演伊利亚·卡赞和他的妻子莫莉·卡赞帮助查耶夫斯基修改，并被更名为《第五个来自加里波第的人》却未能被制作成剧目。1951年，电影《自我感觉年轻》改编自查耶夫斯基的小说。

## 电视
《危险》、《海湾剧场》和《搜索》三部电视剧剧本的创作，令查耶夫斯基在电视领域有了一席之地。
《飞歌电视剧场》的制作人弗雷德·寇尔看到电视剧《危险》和《搜索》的集后，将之招入麾下开始改编自小说的剧本 《布鲁克林铁路奇遇》，关于一个摄影师在铁路上遇到了带着他失散多年妻子的集中营幸存者。
查耶夫斯基第一部播出的编剧作品是1949年的《飞歌》中的一集，改编自巴德·施伦伯格的小说《是什么令萨米逃跑？》
自从他开始以犹太教为背景创作后，查耶夫斯基创作了《节日金曲》，1952年和1954年在电视上播出。并且继续为《飞歌》编剧，包括《印刷工的测量》、《单身汉派对》（1953）、《大人物》（1953）。
这些电视剧当中，《母亲》（1954年4月4日）被翻拍，改名为《伟大的表演》于1994年10月24日播出，奥斯卡影后安妮·班克劳夫特出演灵魂人物。少见的是，翻拍的新版几乎对原版剧本没有做任何改动，所以1994版是一部非常稀有的作品。
1953年查耶夫斯基创作的《马蒂》在《飞歌电视剧场》首播，罗德·施泰格尔、南希·马尔尚担纲主演。
《马蒂》讲了一个关于善良的、努力工作的布朗克斯区屠夫辛酸的故事。该片的制作、演员和查耶夫斯基自然生活地对白得到了评论界极大的好评，并影响了后面电视连续剧 。查耶夫斯基《马蒂》合同中有独一无二的条款：只有他编写该剧剧本。1955年他偕演员欧内斯特·博格宁、贝齐·布莱尔该片的电影版获得了巨大成功，荣获奥斯卡最佳影片、最佳导演（德尔伯特·曼）、最佳男主角以及查耶夫斯基首个奥斯卡最佳编剧奖（改编剧本）。
他的《伟大的美国骗局》1957年5月15日在《20世纪福克斯时间》的第二季播出。实际上这是查耶夫斯基与改写自己之前福克斯制作电影《自我感觉年轻》（蒙蒂·伍利、玛丽莲·梦露主演）。2002年福克斯频道重播该系列。

## 创作风格
查耶夫斯基在电视剧剧本创作的现实主义风格为他带来了声誉。

## 百老汇
1954年《飞歌电视剧场》第七季查耶夫斯基的《午夜》（爱娃·玛丽·森特、E·G·马歇尔主演）在电视播出的15个月后搬上百老汇舞台。舞台剧版由爱德华·罗宾逊、吉纳·罗兰兹主演，在美国全国巡演引起巨大回响。哥伦比亚影业公司1959年拍摄了电影版。
《第十个人》（1959年）是第二部查耶夫斯基大获成功的百老汇剧作，提名1960年托尼奖最佳话剧、最佳导演（蒂龙·谷史列）、最佳场景设计。谷史列以他的另外一部剧目《基甸》再次提名托尼奖。查耶夫斯基最后一部百老汇作品是根据约瑟夫·斯大林生平改编的《斯大林的激情》，反响不佳。

## 电影
在《马蒂》获得巨大成功之后，查耶夫斯基继续创作了几部戏。以对玛丽莲·梦露生平带几分戏说改编的《女神》为他带来奥斯卡的提名。之后他扩展了自己1953年电视剧《单身汉派对》，改变为1957年同名电影。
《丁副官》
1960年代，他作品包括反战喜剧《丁副官》，由詹姆斯·加纳、朱莉·安德鲁斯、梅尔文·都格拉斯和詹姆斯·柯博。本片也成为男女主角加纳和安德鲁斯个人最喜爱的作品。由李·马文主演的《长征万宝山》则是一出华丽西部音乐喜剧片。导演约书亚·罗根曾说，他发现查耶夫斯基“是个天才，但也是一个顽固鬼。”
《医院的故事》
乔治·斯考特与戴安娜·瑞格主演的《医院的故事》（1971年）为他带来了第二尊奥斯卡奖。曾有评论指出本片“是对医疗领域的尖锐讽刺”。1980年当查耶夫斯基被诊断出癌症之后，他决绝进行手术，声称“由于在电影里对医生刻薄辛辣的描写，害怕他们进行报复”。于次年病逝。
《电视台风云》
由费·唐纳薇、彼得·芬奇主演的《电视台风云》（1976年）公映后激怒了许多电视台制作人与新闻主播，却在评论界取得了巨大的成功，提名十项奥斯卡金像奖，并获得最佳男主角、最佳女主角、最佳女配角以及查耶夫斯基的第三座最佳编剧总共四项奖。这部电影被认为是电视真人秀即将到来的预言。
查耶夫斯基的剧本为彼得·芬奇带来了电影史上最生动的对白：“I’m as mad as hell, and I'm not going to take this anymore!（我已经忍无可忍，我受够了。）”

## 小说
受约翰·C·李黎作品的启发，查耶夫斯基在波士顿用两年时间研究、创作了科幻小说《变身博士》（哈波·科林斯出版社1978年出版）。由于创作时的巨大压力，导致1977年曾发心脏病。1980年他将之改编成电影剧本，由于与影片导演肯·罗素发生争执，以西德尼·艾伦，他本名的前两个名字在职员表出现。

## 个人生活
帕迪和苏珊的儿子丹在他们1949年结婚六年后出生。尽管经历所谓金·诺瓦克绯闻事件，但他们夫妇二人的婚姻一直延续到他去世。
1981年8月，查耶夫斯基因癌症病逝于纽约，享年58岁，葬于威彻斯特郡瓦尔哈拉殿的肯希克墓园。他的私人信件收藏于威斯康辛历史协会与纽约表演艺术公共图书馆。

## 作品

### 电影
| 年份   | 片名               | 获奖                                                                                       | 備註                    |
| 1945年 | 《名副其实的光荣》 |                                                                                            | 纪录片，与盖森·卡宁合作 |
| 1955年 | 《自我感觉年轻》   |                                                                                            | 与拉马尔．特罗蒂合作    |
| 1955年 | 《马蒂》           | 奥斯卡最佳改编剧本                                                                         |                         |
| 1956年 | 《之子于归》       |                                                                                            |                         |
| 1957年 | 《单身汉派对》     |                                                                                            |                         |
| 1958年 | 《女神》           | 提名 — 奥斯卡最佳原创剧本                                                                  |                         |
| 1959年 | 《白发红颜未了情》 |                                                                                            |                         |
| 1964年 | 《丁副官》         |                                                                                            |                         |
| 1969年 | 《长征万宝山》     |                                                                                            | 与艾伦·杰伊·勒纳合作    |
| 1971年 | 《医院的故事》     | 奥斯卡最佳原创剧本 金球奖最佳剧本 英国影艺学院奖最佳剧本                                   |                         |
| 1976年 | 《电视台风云》     | 奥斯卡最佳原创剧本 金球奖电影类最佳剧本 纽约影评人奖最佳编剧 提名 — 英国影艺学院奖最佳剧本 |                         |
| 1980年 | 《变形博士》       |                                                                                            |                         |
| 1983年 | 《哈巴谷的阴谋》   |                                                                                            |                         |

### 电视剧
- 1950-55年 《危险》
- 1951-52年 《搜捕》
- 1951-60年 《好年剧场》
- 1952-54年 《飞歌电视剧场》
- 1952年 《假日之歌》
- 1952年 《一个不情愿的公民》
- 1953年 《印刷工的测量》
- 1953年 《马蒂》
- 1953年 《大人物》
- 1953年 《单身汉派对》
- 1953年 《第六年》
- 1953年 《星期日抓住我的男孩》
- 1954年 《母亲》
- 1954年 《午夜》
- 1955年 《与子与归》
- 1956年 《一个伟大的美国骗局》

### 舞台剧
- 《没有爱的总机》 (1945年)
- 《午夜》 (1956年)
- 《第十个人》 (1959年)
- 《基甸》 (1961年)
- 《斯大林的激情》 (1964年)
- 《潜在的异性恋》 (1968年)

## 相关连接
- Guide to the Paddy Chayefsky Papers, 1907-1998
- Jerry Haendiges Vintage Radio Logs: Theater Guild on the Air （页面存档备份，存于）
- 广播交流博物馆专题 （页面存档备份，存于）
- 帕迪·查耶夫斯基在互联网电影资料库（IMDb）上的資料（英文）
- 互聯網百老匯資料庫（IBDB）上帕迪·查耶夫斯基的資料（英文）